# Ekvilibrativni nukleozidni transporter
Ekvilibrativni nukleozidni transporter (ENT familija, SLC29) je grupa membranskih transportnih proteina koji transportuju nukleozidne supstrate poput adenozina u ćelije. Poznata su četiri ENT proteina: ENT1, ENT2, ENT3, i ENT4. ENT proteini se blokiraju inhibitorima preuzimanja adenozina kao što su dipiridamol i dilazep, lekovima sa kliničkom primenom kao vazodilatatori.

## Literatura
- Molina-Arcas M, Casado FJ, Pastor-Anglada M (2009). „Nucleoside Transporter Proteins”. Current Vascular Pharmacology. 7 (4): 426—34. PMID 19485885. Архивирано из оригинала 13. 01. 2013. г. Приступљено 05. 10. 2020.
- Baldwin SA, Beal PR, Yao SY, King AE, Cass CE, Young JD (2004). „The equilibrative nucleoside transporter family, SLC29”. Pflügers Archiv : European Journal of Physiology. 447 (5): 735—43. PMID 12838422. doi:10.1007/s00424-003-1103-2.
- Molina-Arcas M, Trigueros-Motos L, Casado FJ, Pastor-Anglada M (2008). „Physiological and pharmacological roles of nucleoside transporter proteins”. Nucleosides, Nucleotides & Nucleic Acids. 27 (6): 769—78. PMID 18600539. doi:10.1080/15257770802145819.